# プロレスリングサッポロ
プロレスリングサッポロは、北海道札幌市を中心に活動している社会人プロレス団体。

## 歴史
- 2004年10月3日、白石東地区センターで旗揚げ戦を開催。

## タイトルホルダー
| タイトル                     | 保持者                     |
| ---------------------------- | -------------------------- |
| SWC無差別級王座              | スズキタクミ               |
| SWCタッグ王座                | HARUKI・グレート・モノノケ |
| 4WDT王座                     | クリオネマン               |
| オホーツクブラスナックル王座 | クリオネマン               |
| AWAヘビー級王座              | 未武敬弘                   |

## 所属選手
- クリオネマン
- 白虎
- イソロク
- スズキタクミ
- バードキング
- TAKUYA
- HARUKI
- HASE
- グレート・モノノケ
- 未武敬弘
- ジョージ牛
- ホロ・キサラギ
- ジュードーマン
- RYOUHEI
- ピースケ
- ハゲ・ド・マスク
- イメル

## 休業選手
- ササキング
- レフタカムイ
- OSHICHI
- 愛斗☆誠
- コーポ三浦
- 修羅
- バルバロッサ

## 歴代所属選手
- アオイ（現：Aoi）
- TaNa（引退）
- タコス中村（引退）
- ガキにゃん仮面☆
- ももねえ